# Legationssekretär
Legationssekretär ist oder war eine Dienst- oder Amtsbezeichnung für Beamte des höheren auswärtigen Dienstes verschiedener Staaten.

## Deutschland
Legationssekretär war die Dienstbezeichnung eines Beamten im deutschen höheren auswärtigen Dienst (nach erfolgter Laufbahnprüfung) in der Probezeit. Die entsprechende Dienstbezeichnung für Beamte im konsularischen Dienst war Vizekonsul. Seit April 2009 wird Beamten auch bei der Berufung in ein Beamtenverhältnis auf Probe ein Amt mit einer Amtsbezeichnung (hier: Legationsrat) verliehen. Damit sind die Dienstbezeichnungen Legationssekretär und Vizekonsul entfallen. Für Beamte, die vor dem 12. Februar 2009 in das Beamtenverhältnis auf Probe berufen wurden, galt die alte Regelung bis zum Ende der Probezeit.

## Österreich
Im höheren auswärtigen Dienst Österreichs ist der Legationssekretär das Eingangsamt. Provisorische Beamte führen die Verwendungsbezeichnung Attaché, definitive Beamte die Bezeichnung Legationssekretär, in beiden Fällen jedoch nur im Inland.

## Schweiz
In der Schweiz wird für dieses Amt heute die Bezeichnung „Dritter Botschaftssekretär“ verwendet.

## Sonstige Staaten
In Italien ist der „Segretario di Legazione“ ebenfalls das Eingangsamt im höheren auswärtigen Dienst. Während der ersten neun Monate lautet die Dienstbezeichnung „Segretario di legazione in prova“ (Deutsch: Legationssekretär auf Probe).